# ویروس تب دنگی
ویروس تب دنگی (به اختصار:DENV) عامل بیماری تب دنگی است. این ویروس دارای آران‌ای تک رشته‌ای با قطبیت مثبت است و به جنس فلاوی ویروس‌ها در خانواده فلاوی ویریده تعلق دارد.